# Война трёх Санчо
Война Трёх Санчо — непродолжительный конфликт между тремя испанскими королевствами в 1065—1067 годах. Всеми королевствами управляли двоюродные братья: Санчо II Сильный, король Кастилии; Санчо IV Гарсес, король Наварры; и Санчо Рамирес, король Арагона; все внуки Санчо Великого.

## Причины
Король Кастилии и Леона Фердинанд I Великий к концу своего правления сосредоточил большую власть на Иберийском полуострове, в 1056 году провозгласив себя императором всей Испании. Его братья Гарсия Наваррский и Рамиро Арагонский выступали против этих претензий, но оба погибли в сражениях. В 1065 году Фердинанд умер, разделив наследство между детьми: Санчо получил Кастилию; Альфонсо получил Леон; Гарсия получил Галисию и Португалию. Две его дочери получили города: Эльвира получила Торо, а Уррака получила Самору. Давая им владения, он хотел, чтобы они соблюдали его завещание. Однако Санчо (рождённый в 1032 году самым старшим) считал, что он заслужил бо́льшую часть королевства, и поэтому стремился захватить земли, доставшиеся его родным братьям и сёстрам.

## Ход войны
После серии приграничных столкновений Санчо IV Наваррский был вынужден обратиться за помощью к Санчо Рамиресу из Арагона. Основные события развернулись в области Бургос и Ла-Риоха. Успех сопутствовал кастильцам под предводительством Сида Кампеадора. Эта война отвлекала силы испанских королевств от Реконкисты. Так Санчо Кастильский старался обложить данью мусульманского правителя Сарагосы и втянуть Абд ар-Рахмана из Уэски в войну с Арагоном. В августе — сентябре 1067 года Санчо Рамирес предпринял ответное наступление. Различные источники называют победителем то одну, то другую сторону. Боевые действия сошли на нет со смертью Санчи Леонской, вдовы Фердинанда I, открывая путь к войне между их сыновьями.

## Итог
Санчо Кастильский присоединил к своим владениям Буребу, Альта-Риоху и Алаву. Территориальный конфликт был окончательно решён в 1076 году, когда Санчо IV был убит собственным братом, и его королевство разделили Санчо Рамирес, ставший королём Наварры, и король Кастилии и Леона Альфонсо VI, получивший спорные земли.